# Kanton Saint-Haon-le-Châtel
Saint-Haon-le-Châtel is een voormalig kanton van het Franse departement Loire. Het kanton maakte deel uit van het arrondissement Roanne. Het werd opgeheven bij decreet van 26 februari 2014 met uitwerking in 2015. Alle gemeenten zijn overgeheveld naar het nieuwe kanton Renaison.

## Gemeenten
Het kanton Saint-Haon-le-Châtel omvatte de volgende gemeenten:
- Ambierle
- Arcon
- Noailly
- Les Noës
- Renaison
- Saint-Alban-les-Eaux
- Saint-André-d'Apchon
- Saint-Germain-Lespinasse
- Saint-Haon-le-Châtel (hoofdplaats)
- Saint-Haon-le-Vieux
- Saint-Rirand
- Saint-Romain-la-Motte